# Oxybelis brevirostris
Oxybelis brevirostris är en ormart som beskrevs av Cope 1861. Oxybelis brevirostris ingår i släktet Oxybelis och familjen snokar. Inga underarter finns listade i Catalogue of Life.
Arten förekommer i Centralamerika och norra Sydamerika från Honduras till västra Colombia och västra Ecuador. Honor lägger ägg.